# Olympic Studios
Olympic Studios to jedno z londyńskich studiów nagrań muzycznych. Znajdowało się przy 117 Church Road w dzielnicy Barnes, w południowo-zachodnim Londynie. Olympic Studios znane jest na świecie dzięki nagraniom, które dokonały w nim gwiazdy muzyki poważnej, popu i rocka. 

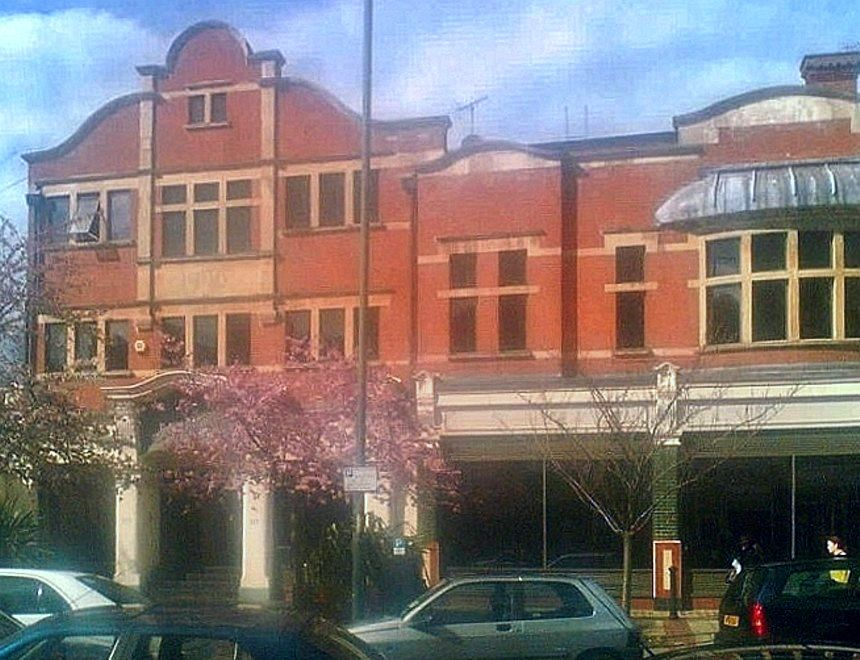
Ponadstuletni budynek studia.

## Historia
Budynek studia został zbudowany w 1906 roku jako teatr, później kino i studio filmowe oraz telewizyjne. Olympic Studios powstało w Londynie w latach 50., należało do Angusa McKenzie, który wziął w dzierżawę opuszczoną synagogę w londyńskim West End.
W roku 1958 inżynier muzyki – Keith Grant dołączył do firmy McKenzie rezygnując z pracy w IBC Studios. Niedługo później Richard Swettenham zaprojektował pierwsze profesjonalne tranzystorowe biurko na świecie, które zostało zainstalowane w Olympic Studios w 1960 r., wraz z pierwszym wielościeżkowym rejestratorem w Anglii. W roku 1965 Cliff Adams i Keith Grant przejęli studio w posiadanie. W 1987 roku studio zostało przejęte przez Virgin Records, które w 1992 roku stało się częścią EMI. Ostatnią płytą nagraną w Olympic Studios była No Line on the Horizon zespołu U2. Studio zostało zamknięte w 2008 roku. Od 2013 roku wykorzystywane m.in. jako kino.

## Wykonawcy
W Olympic Studios nagrań dokonali, między innymi: The Beatles, Eric Clapton, Dusty Springfield, Kylie Minogue, Donovan, The Easybeats, Graham Bond Organisation, The Jimi Hendrix Experience, Procol Harum, Ella Fitzgerald, The Rolling Stones, Small Faces, Cream, The Move, Shirley Bassey, George Martin, The Troggs, The Yardbirds, The Zombies, Bryan Ferry, David Bowie, Pink Floyd, Deep Purple, Eagles, Marianne Faithfull, Led Zeppelin, The Who, Pretty Things, King Crimson, Queen, The Stranglers, Barbra Streisand, The Cure, Bryan Adams, Joe Cocker, Elvis Costello, Duran Duran, Boy George, B.B. King, Paul McCartney, Chris Rea, Roxy Music, Roger Waters, Paul Young, Robert Plant, Björk, The Cranberries, INXS, Oasis, Pet Shop Boys, Prince, Ten Years After, Love, The Moody Blues, Spice Girls, Madonna, U2, Van Morrison.